# حاجم الحسني
حاجم مهدي صالح الحسني (ولد في كركوك عام 1954-) سياسي وأكاديمي عراقي وزير صناعة سابق ورئيس سابق لمجلس النواب العراقي

## النشأة والدراسة
ولد حاجم (ويعني حاكم) عام 1954 في مدينة كركوك لعائلة معروفة ومرموقة من الأشراف الحسنيين قدمت من سوريا واستقرت في كركوك في 1630م، وقد ارتقى العديد من عائلته مناصب مهمة في تلك المحافظة حيث كان حسن أحمد محمد أمين الحسني أحد أشراف المدينة ومتسلم كركوك أي متصرف وتوفي 1776م وكذلك ولده أحمد صبري من بعده. أنهى دراسته الثانوية في إعدادية كركوك وتخرج في جامعة الموصل عام 1977. غادر العراق وأكمل دراسته في الولايات المتحدة الأمريكية حيث حصل عام 1982 على شهادة الماجستير في الاقتصاد من جامعة نبراسكا وعلى شهادة الدكتوراه عام 1990 في مجال التنظيم الصناعي من جامعة كنتيكت. متزوج وله أربعة أولاد.

## نشاطه الوظيفي
عمل في مجال التدريس في عدد من الجامعات الأمريكية ثم أسس وترأس شركة للأنترنيت في لوس أنجلوس، كما عمل رئيسا للشركة الأمريكية للأستثمار والتجارة في لوس أنجلوس.

## نشاطه السياسي
نشط في المعارضة العراقية إبان حكم الرئيس صدام حسين ممثلًا عن الحزب الإسلامي العراقي فقد كان عضوا في مكتبه السياسي ومسؤولا عن مكتب التخطيط فيه آنذاك. عاد إلى العراق بعد تغير النظام السابق وأصبح ناطقا رسميا باسم الحزب، واختير عضوا مناوبا في مجلس الحكم وكان نائبا لرئيس اللجنة المالية فيها. كان رئيسا للوفد المفاوض مع الأمريكان بعد أحداث الفلوجة وقد اختاره الحزب الإسلامي لهذه المهمة. وبعد انتهاء الهجوم الأمريكي الكاسح على الفلوجة عام 2004 اختير رئيسا للجنة اعمارها. استقال من الحزب الإسلامي بعد أن أعلن الحزب انسحابه من الحكومة لاختلافه مع الحزب في هذا الجانب اعتقاداً منه أن الوجود خارج العملية السياسية ستكون نتائجه كارثية. اشترك بعد ذلك مع الشيخ غازي الياور رئيس الجمهورية آنذاك في تأسيس قائمة «عراقيون» والتي اشتركت في الانتخابات وفازت بخمسة مقاعد في الجمعية الوطنية العراقية.
تبوأ منصب وزير الصناعة والمعادن في أول حكومة عراقية عام 2004 . انتخب عام 2005 رئيسا لمجلس النواب العراقي، وقاد مفاوضات كتابة الدستور.
قام بتشكيل قائمة مستقلة وطنية أطلق عليها اسم القائمة الوطنية، والتي ائتلفت مع القائمة العراقية برئاسة إياد علاوي وسميت القائمة الجديدة القائمة الوطنية العراقية وفازت ب25 مقعدا في مجلس النواب العراقي.
وفي عام 2008 انسحب من القائمة العراقية.
في انتخابات 2010 ائتلف مع رئيس الوزراء آنذاك نوري المالكي في ائتلاف دولة القانون وفازت القائمة ب89 مقعدا واختير ناطقا رسميا باسمها.